# Ha-Joon Chang
Ha-Joon Chang (Hangul: 장하준; Hanja: 張夏准; nascido em 7 de outubro de 1963) é um economista institucional sul-coreano especializado em economia do desenvolvimento. Atualmente membro do Departamento de Política Econômica do Desenvolvimento na Universidade de Cambridge, Chang é autor de diversos livros de política amplamente discutidos, sendo o mais notável Chutando a Escada: A Estratégia do Desenvolvimento em Perspectiva Histórica (2002) sobre os países desenvolvidos que estão tentando "chutar a escada" pela qual subiram ao topo, ao impedir que os países em desenvolvimento adotem as políticas e as instituições que eles próprios usaram, a pressão que o mundo desenvolvido exerce sobre esses países com as práticas que não foram seguidas por eles no passado.  Em 2013 a revista Prospect listou Chang como um dos 20 Maiores Pensadores do Mundo.
Ele já serviu como consultor ao Banco Mundial, ao Banco Asiático de Desenvolvimento, ao Banco Europeu de Investimento, também a Oxfam e várias agências das Nações Unidas. Ele é também membro do Centro de Pesquisa de Economia e Política de Washington, D.C. Em adição, Chang faz parte do conselho do Academics Stand Against Poverty (ASAP).

## Biografia
Depois de se graduar na Universidade Nacional de Seul, no Departamento de Economia, ele estudou na Universidade de Cambridge, ganhando seu Ph.D. pela tese "A política econômica da política industrial - reflexões sobre o papel da intervenção estatal" (1991).
Sua contribuição para a economia heterodoxa começou durante a orientação do professor Rober Rowthorn, economista britânico marxista, colaborando para o desenvolvimento da teoria em torno da política industrial. Ha-Joon Chang descreve este projeto como um meio termo entre o planejamento central e a ausência de restrições característica do Livre Mercado.
Sua contribuição nesta área fazia parte de uma abordagem econômica conhecida como "Economia Política Institucional", que considera tanto a perspectiva histórica quanto questões sócio-políticas para analisar a evolução de práticas econômicas.

## Publicações

### Livros
- The Political Economy of Industrial Policy (St. Martin's Press; 1994)
- The Transformation of the Communist Economies: Against the Mainstream (Palgrave Macmillan; 1995) ISBN 978-0-33359-709-5
- Joseph Stiglitz and the World Bank: The Rebel Within (collection of Stiglitz speeches) (Anthem; 2001) ISBN 978-1-89885-553-8
- Kicking Away the Ladder: Development Strategy in Historical Perspective (Anthem; 2002) ISBN 978-1-84331-027-3
- Globalization, Economic Development, and the Role of the State (essay collection) (Zed Books; 2002) ISBN 978-1-84277-143-3
- Restructuring Korea Inc. (with Jang-Sup Shin) (Routledge; 2003) ISBN 978-0-415-27865-2
- Reclaiming Development: An Alternative Economic Policy Manual (with Ilene Grabel) (Zed; 2004) ISBN 978-1-84277-201-0
- The Politics of Trade and Industrial Policy in Africa: Forced Consensus (edited with Charles Chukwuma Soludo & Osita Ogbu) (Africa World Press; 2004) ISBN 978-1592211654
- Gae-Hyuck Ui Dut (The Reform Trap), Bookie, Seoul, 2004 (collection of essays in Korean)
- Kwe-Do Nan-Ma Hankook-Kyungje  (Cutting the Gordian Knot – An Analysis of the Korean Economy) Bookie, Seoul, 2005 (in Korean) (co-author: Seung-il Jeong) ISBN 978-89-85989-83-1
- The East Asian Development Experience: The Miracle, the Crisis and the Future (Zed; 2007) ISBN 978-1-84277-141-9
- Bad Samaritans: The Myth of Free Trade and the Secret History of Capitalism (Bloomsbury; 2008) ISBN 978-1-59691-598-5
- 23 Things They Don't Tell You About Capitalism (Penguin Books Ltd; 2010) ISBN 978-1-60819-166-6
- Economics: The User's Guide (Pelican Books; 2014) ISBN 978-0718197032

### Artigos
- Intellectual Property Rights and Economic Development: Historical lessons and emerging issues, TWN, 2001
- Who Benefits from the New International Intellectual Property Rights Regime?: And what Should Africa Do?, ATPSN, 2001
- Economic History of the Developed World: Lessons for Africa Economic History of the Developed World: Lessons for Africa, 2009.
- Industrial Policy: Can Africa do it?, July 2012.
- Institutional Change and Economic Development, Tokyo 2007.
- Kicking Away the Ladder: The "Real" History of Free Trade, Foreign Policy, 30 December 2003
- "Foreign Investment Regulation in Historical Perspective Lessons for the Proposed WTO Investment Agreement", Global Policy, 2003.